# Epidendrum angustissimum
Epidendrum angustissimum är en orkidéart som beskrevs av John Lindley. Epidendrum angustissimum ingår i släktet Epidendrum och familjen orkidéer.
Artens utbredningsområde är Colombia. Inga underarter finns listade i Catalogue of Life.